# Municipio di Arras
Il Municipio di Arras (in francese: Hôtel de ville d’Arras), che sorge sulla monumentale Place des Héros, è la sede storica del comune della cittadina francese di Arras, antica capitale dell'Artois e oggi nella regione del Nord-Passo di Calais.
Rappresenta un bell'esempio dell'architettura gotica civile in Francia che gli ha valso la classificazione a Monumento storico di Francia dal 1840 per il Beffroi, e dal 17 luglio 1921 per il palazzo comunale. Il suo Beffroi gli ha permesso, nel 2005,  l'iscrizione alla lista dei Campanili di Belgio e Francia del Patrimonio dell'umanità promosso dall'UNESCO.

## Storia e descrizione

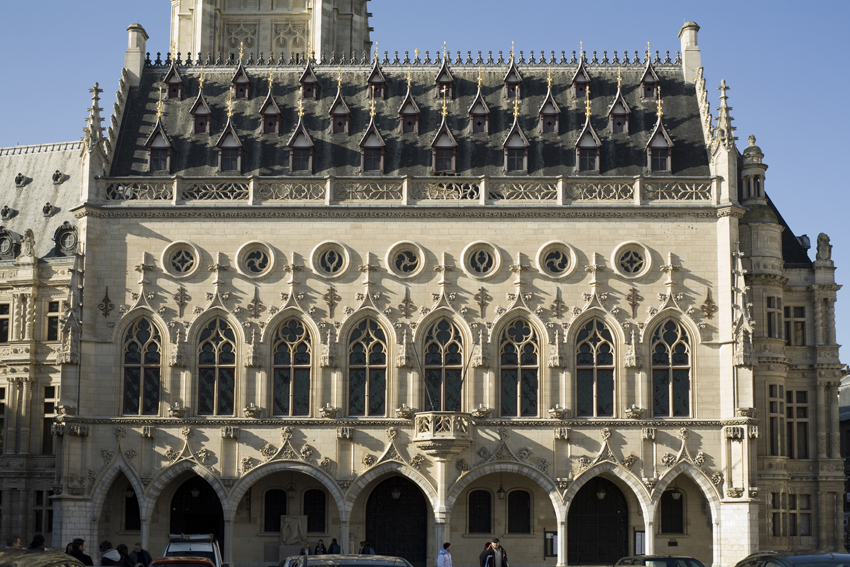
La facciata.

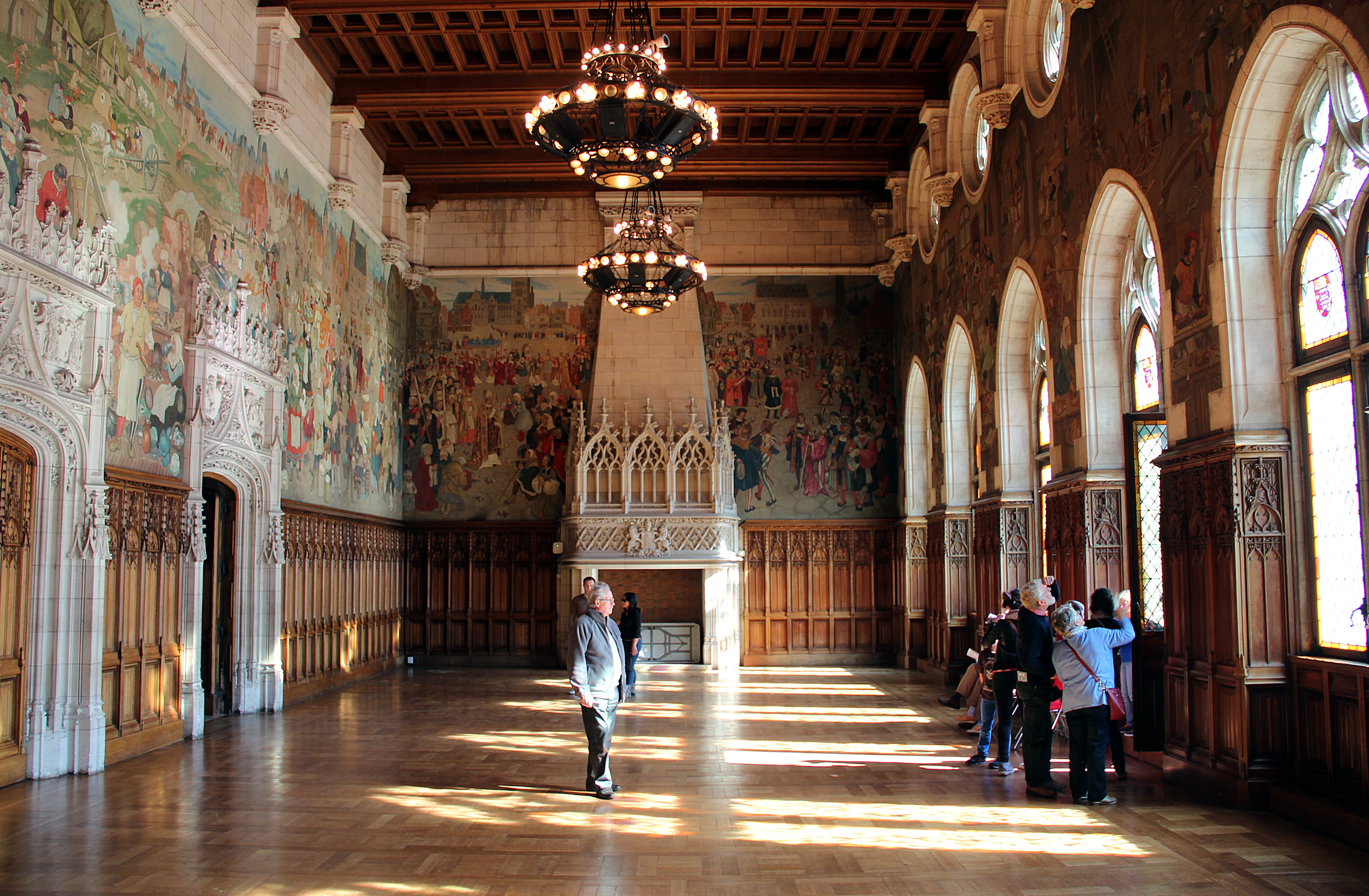
La Salle d'Honneur all'interno del Municipio.

L'edificio viene costruito a partire dal 1463 in stile gotico con imponente facciata a portico, un ordine di grandi finestroni al primo piano, e tetto a forti spioventi aperto da numerosi abbaini. Nel XVI secolo venne aggiunta la torre civica nello stile gotico fiammeggiante e in seguito il fronte posteriore, rinascimentale, con a pianta a "U" e grandi finestre crociate.
Il complesso di costruzioni venne restaurato nel XIX secolo da M. Mayeur e inaugurato il 26 agosto 1867 alla presenza di Napoleone III.
Durante la prima guerra mondiale, le artiglierie tedesche fanno bruciare il municipio il 7 ottobre del 1915 e il 21 distrussero il Beffroi.
In seguito vennero fedelmente ricostruite "à l'identique" dall'architetto capo dei monumenti storici Pierre Paquet. Al palazzo comunale venne dato l'aspetto che aveva all'inizio della sua costruzione, prima della visita di Luigi XIV, eliminando anche le trasformazioni ottocentesche.
Tra il 1930 e il 1932 il pittore Charles Constantin Joseph Hoffbauer realizza la grande tela di 50 metri alla parete della Salle d'Honneur, al primo piano. Raffigura Scene di vita di Arras nel XVI secolo, in uno stile storicista ispirato a opere antiche, fra cui Brueghel.

## Beffroi

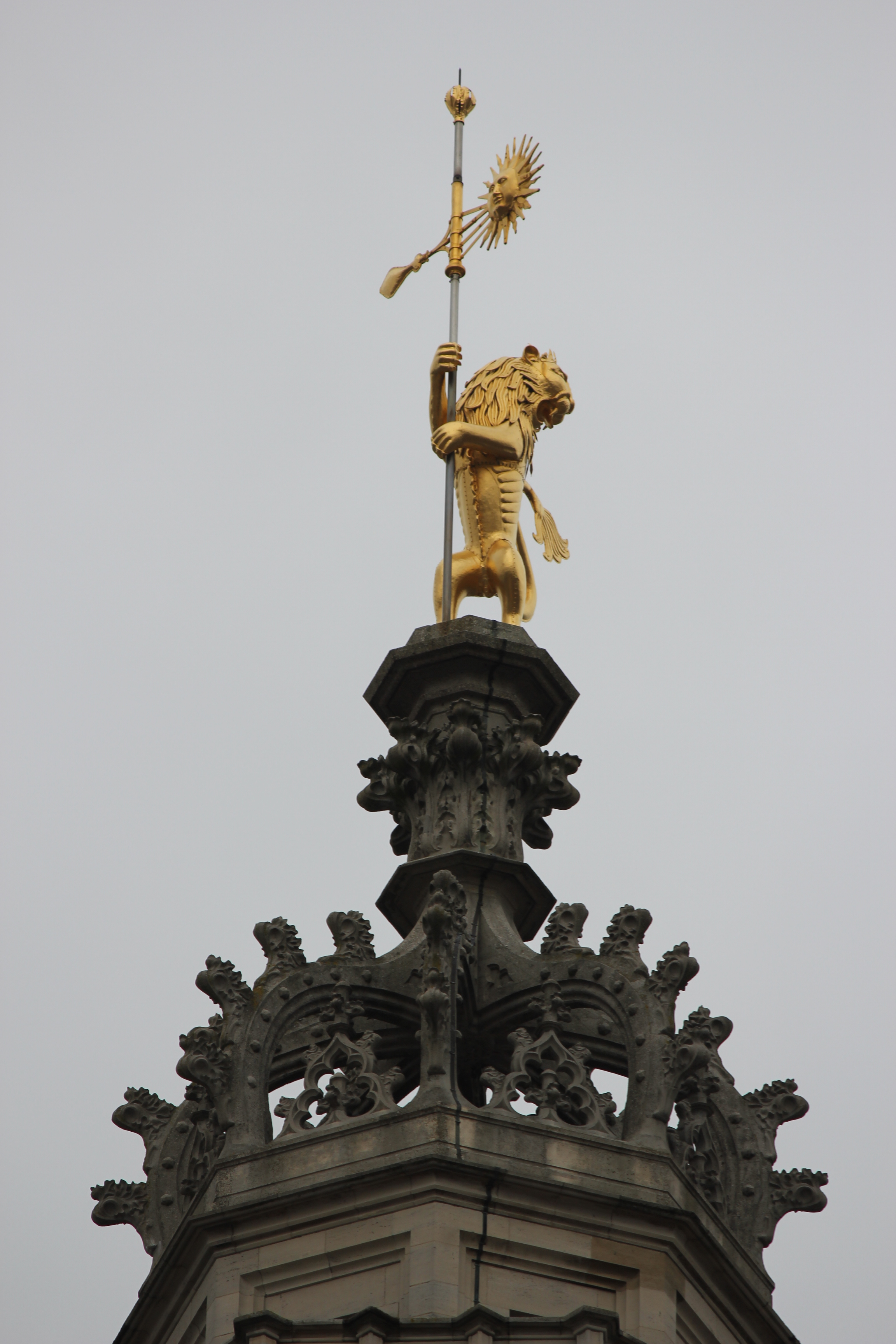
La corona e il leone d'oro in cima alla torre.

Alto 77 metri è la torre civica di Arras, costruito fra il XV e il XVI secolo sul sito occupato dalle Halles aux Draps, il "Mercato dei Tessuti". Eretto in stile gotico fiammeggiante s'ispira al Beffroi di Oudenaarde e alla Tour Inimitable di Bruxelles. L'edificio si compone di una torre quadrata e da tre livelli ottagonali rastremati. Sormonta il tutto una corona in pietra aggiunta nel XVI secolo da Jacques Le Caron in occasione della visita in città dell'imperatore Carlo V.
In cima al beffroi domina il leone d'oro segnavento, alto due metri, che installato sotto Luigi XIV, impugna l'emblema del Sole. L'originale, restaurato dai danni della guerra, è esposto al Musée des beaux-arts.
Il beffroi ospita un carillon di 38 campane.